# 美国宝石研究院
美国宝石研究院（Gemological Institute of America，GIA）是一个與宝石学和珠宝藝術领域的研究和教育有關的非营利机构，負責宝石鉴定和製定钻石評级服务以及制定和维护用于评估宝石质量的标准。美国宝石研究院总部设在美國加利福尼亚州卡尔斯巴德，成立于1931年。1953年，美国宝石研究院發佈了国际钻石評级系统和钻石质量4C标准（又稱4Cs，指標分別為切工、净度、颜色和克拉重量），作为评估钻石质量的标准。